# Anders Gudmundson (bildkonstnär)
Anders Fredrik Gudmundson, född 27 november 1966 i Leksands församling, Kopparbergs län, är en svensk konstnär med måleri och grafik som huvudsyssla.
Gudmunson fick sin konstnärliga utbildning vid  Konsthögskolan vid Umeå universitet under åren 1988 till 1993. Han flyttade därefter till Stockholm. Vid sidan av arbete i egen ateljé har han undervisat på Grafikskolan i Stockholm, Nyckelviksskolan och Ölands Folkhögskola.
Gudmundson har även sysslat med datoriserade tillämpningar, där han bland annat medverkat vid upprättandet av sin brors journalisten 
Per Gudmundson blogg.
Anders Gudmundson sambor med konstnären Ellen Cronholm. Paret har en son, född 5 maj 2005.

## Utställningar i urval
- Kulturhuset i Leksand (1991)
- Konstnärshuset i Stockholm (1993)
- Fabriken i Göteborg (1993)
- 11:e Grafiktriennalen i Umeå och Luleå (1995)
- Södertälje konsthall (1996)
- Grafikens Hus i Mariefred (1997)
- Grafikbiennalen i Ljubljana, Slovenien (1997)
- Nordens Ljus (1999)
- Vägskäl, Leksands Kulturhus (2000)
- Grafiska Sällskapets Galleri, Stockholm (2003)
- Moderna Museet  ”I vår tid/samtid (1970- )” (2004)
- 8+1 Krapperups konsthall (2006)

## Representerad hos (urval)
- Moderna museet[3] i Stockholm
- Statens Konstråd
- Uppsala konstmuseum
- British Museum i London
- Föreningen för grafisk konst,
- Umeå kommun
- Grafikens Hus
- Grafiska Sällskapet
- Kalmar konstmuseum[4]

## Utmärkelser
- Axelson Johnssons resestipendium (1993)
- Konstnärsnämndens arbetsstipendium (1994)
- Lilla Grafikpriset på Grafikens Hus (1996)